# CSK (企業)
株式会社CSK（シーエスケイ、英語: CSK CORPORATION）は、かつて存在した独立系システムエンジニアリング企業。日本の情報システム産業のリーディングカンパニーであった。東証1部上場企業（証券コード：9737番）。
2011年（平成23年）10月1日にSCSK（旧社名：住商情報システム）に吸収合併された。

## 概要
創業者は大川功（おおかわ いさお）。「CSK」とは、創業時の商号であるコンピューターサービス株式会社の英訳表記「Computer Service Kabushiki-Kaisha」の略。本業はコンピュータシステムの開発会社である。
社是は、「サービスこそ我が社の命なり」とし、社会への奉仕活動を第一の経営方針とした。
2005年（平成17年）10月にホールディングス体制に移行したこともあり、システム開発・アウトソーシング・金融サービスを軸とした企業体質は安定期に入っていたかに見えた。しかし急激な金融サービス事業、とくに不動産投資事業への資本集中が2008年（平成20年）以降のサブプライムローン破綻、リーマンショックなどの経済環境悪化の影響も受け、グループ全体を窮地に追いやることとなった。
結果的に、グループの不動産証券化事業の不振で巨額の評価損が発生し、その影響から経営を立て直すために、2009年（平成21年）9月30日に、ACA株式会社（旧・アント・コーポレートアドバイザリー）から資本増強を受けるとともに、不動産投資事業のコントロールタワーであったCSKファイナンスなどの金融サービス事業を担う子会社を次々と譲渡・売却、グループから切り離す。同時に、取引銀行4行からの借り入れを、株式化（デット・エクイティ・スワップ）および長期借入債務に借り換えを行うこととなった。

## 沿革
- 1968年（昭和43年）10月7日 - 大阪淀屋橋にコンピューターサービス株式会社設立。
- 1977年（昭和52年）8月 - 本社を大阪から東京都新宿区へ移転。
- 1980年（昭和55年）9月 - 株式を店頭銘柄として日本証券業協会（東京地区）に登録。
- 1982年（昭和57年）6月 - 東京証券取引所第2部に株式上場。
- 1983年（昭和58年）8月 - NASDAQに株式を登録。
- 1984年（昭和59年）4月 - 株式会社セガ・エンタープライゼス（現・株式会社セガ）に資本・経営参加。
- 1985年（昭和60年）3月 - 東京証券取引所第1部に株式上場。
- 1987年（昭和62年）1月 - 商号を株式会社シーエスケイに変更。グループ売上1兆円を目指した。
- 2001年（平成13年）3月 - 創業者・大川功 逝去（享年74）。
- 2002年（平成14年）5月 - 千葉県印西市に「eサービスデータセンター」を設立。
- 2003年（平成15年）4月 - 本社中枢機能を含む自社ビルを青山・梅窓院近くに建設。
- 2004年（平成16年）
  - 1月 - 商号の登記上の表記を株式会社CSKに変更。
  - 4月 - CSKネットワークシステムズ株式会社を合併。 コスモ証券株式会社を連結子会社化。
- 2005年（平成17年）
  - 9月 - NASDAQ市場上場廃止。
  - 10月 - 純粋持株会社となり、CSKホールディングスに社名変更。システムエンジニアリング事業を株式会社CSKシステムズに分割。
- 2006年（平成18年）
  - 5月 - 大阪大学と「教育情報」の相互交換・共有について協力関係構築を締結。
  - 10月 - 三井住友海上火災保険株式会社「関西データセンター」（兵庫県三田市）を買収。
- 2007年（平成19年）
  - 1月 - 地方金融機関による証券事業参入・開始をシステム等からサポートすることを目的としてCSK-RB証券株式会社を設立。
  - 2月9日付け日本経済新聞（朝刊）によれば、2009年（平成21年）の株券電子化を控え、富裕層顧客の流出を防ぎたい地方銀行等のニーズを取り込み、情報サービス事業の収益拡大につなげるのが、会社設立の背景にあるとされている。
  - 5月 - ISAO（イサオ）株式会社を完全子会社化。
  - 6月15日 - CSKグリーンサービス、東京グリーンシステムズ、CSK-ISが中心となった研究開発・障害者雇用を二本柱とした複合研究施設「CSK多摩センター」が多摩市山王に竣工。胡蝶蘭の栽培や独立・公正をうたったシンクタンクの研究棟などを有し、CSKの本体事業以外の「社会貢献」を体現した施設となっている。
  - 7月1日 - CSKシステムズ、CSKネットワークシステムズ、CSKフィールドサービスそれぞれを、より機能集中、各事業分野のコンパクト化による意思決定スピードの短縮化などを狙いとして、CSKシステムズ、CSK-ITマネジメント、CSKシステムズ西日本、CSKシステムズ中部、CSKアドミニストレーションサービス（既存三社のスタッフ機能を受け持つ）それぞれに会社分割・合併した。
- 2009年（平成21年）9月 - グループ内再編成について、産業再生法の適用を認定。
- 2010年（平成22年）
  - 3月 - CSKシステムズにCSKシステムズ西日本、CSKシステムズ中部を統合合併、地域密着とした当初の事業形態を見直すこととなった。
  - 4月 - 完全子会社であるコスモ証券の全株を岩井証券に売却する。ISAOの事業を豊田通商子会社に事業譲渡。
  - 10月 - 純粋持株会社制を解消。CSK-ITマネジメント、CSKシステムズを吸収合併し、株式会社CSKに商号変更。
- 2011年（平成23年）2月24日 - 住友商事が株式公開買い付けでCSKを子会社化することを発表。住商情報システム（SCS）が吸収合併して新会社『SCSK』を設立。9月28日付けで上場廃止。住商情報システムが存続会社である。

## 歴代社長
|   | 氏名     | 在任期間        | 出身                 |
| - | -------- | --------------- | -------------------- |
| 1 | 大川功   | 1968年 - 1996年 | 早稲田大学           |
| 2 | 福島吉治 | 1996年 - 2000年 | 滋賀大学経済学部     |
| 3 | 青園雅紘 | 2000年 - 2003年 | 滋賀大学経済学部     |
| 4 | 林由修   | 2003年 - 2005年 | 立命館大学理工学部   |
| 5 | 広瀬省三 | 2005年 - 2005年 | 東海大学工学部       |
| 6 | 福山義人 | 2005年 - 2009年 | 慶應義塾大学商学部   |
| 7 | 中西毅   | 2009年 - 2011年 | 京都コンピュータ学院 |

## 主な関係会社

### 連結子会社
- 株式会社JIEC（東証2部上場）
- 株式会社CSIソリューションズ
- 株式会社CSK Winテクノロジ
- 株式会社福岡CSK
- 株式会社北海道CSK
- スーパーソフトウェア株式会社
- 株式会社CSKニアショアシステムズ
- 株式会社CSKシステムマネジメント
- 株式会社CSKサービスウェア
- 株式会社CSK証券サービス
- 株式会社ベリサーブ（東証1部上場）
- ビジネスエクステンション株式会社
- 株式会社CSKプレッシェンド
- 株式会社CSKアドミニストレーションサービス
- 株式会社クオカード
- 株式会社CSKベンチャーキャピタル
- プラザ アセット マネジメント株式会社
- プラザ キャピタル マネジメント株式会社
- CSKファイナンス株式会社
- 東京グリーンシステムズ株式会社
- 株式会社CSKグリーンサービス
- 株式会社CSKアグリコール

### 過去のグループ会社
- 株式会社ベルシステム24 - 旧・日興プリンシパル（現・シティキャピタル）によるMBOを経て、米ベインキャピタル系バイアウトファンドによりセカンドMBO。
- 株式会社セガ - サミー（旧社）が買収、のちに経営統合してセガサミーホールディングスとなり、現在はコーポレート部門などの管理部門をセガサミーホールディングスの子会社であるセガホールディングスが、コンシューマゲーム部門をセガホールディングスの子会社であるセガゲームスが、アーケードゲーム事業をセガホールディングスの子会社であるセガ・インタラクティブがそれぞれ承継している。
- 株式会社アスキー（のちの株式会社メディアリーヴス）- ユニゾン・メディア・パートナーズに譲渡しグループから離脱。のちに株式会社角川ホールディングス（現・KADOKAWA）が買収し、自身の子会社のエンターブレインに吸収合併され解散。
- 株式会社シーエスケイ・エレクトロニクス（通称社名・CSKエレクトロニクス、現・株式会社MAGねっとホールディングス）- かつての亜土電子工業（ADO）。
  - T-ZONE - 2010年（平成22年）11月事業停止。
- ネクストコム株式会社（東証2部上場、現・三井情報株式会社） - 三井物産との合弁。大元の設立母体であった旧・CSKの経営危機後は三井物産が引き継ぎ子会社化、三井グループのSI中堅で社名・英名略称の由来でもある旧・三井情報開発（MKI）を吸収合併（共に上場子会社でもあった）し現社名となる。
- 株式会社スパイク（のちの株式会社スパイキー、株式会社クロスナイン）- サミーが買収しグループから離脱。のちにゲオが買収し、3度の事業転換を経てゲオに吸収合併され解散。
- コスモ証券株式会社（新・岩井コスモ証券株式会社）- 元大和銀行（現・りそなホールディングス）子会社でかつての同根。岩井証券（旧社）によりセカンドバイアウト実施、のちに共同持株会社・岩井コスモホールディングスを設立し、岩井（新社）・コスモ両社がぶら下がる形となった。2012年（平成24年）の5月下旬に後者に該当する同社を存続会社として合併して新体制となる[1]。
- 株式会社ISAO - 豊田通商子会社に事業譲渡。
- 株式会社CSKネットワークシステムズ